# Kvalspelet till världsmästerskapet i fotboll 2018 (interkontinentala kvalspel)
Det interkontinentala kvalspelet till världsmästerskapet i fotboll 2018 är den sista omgången i kvalspelet till världsmästerskapet i fotboll 2018 i Ryssland.
Det fjärdeplacerade laget i CONCACAF:s kvalspel möter det femteplacerade laget i AFC. Det förstaplacerade laget i OFC möter det femteplacerade laget i CONMEBOL.

## Resultat

### CONCACAF mot AFC
| Interkontinentalt kvalspel: CONCACAF mot AFC | Interkontinentalt kvalspel: CONCACAF mot AFC | Interkontinentalt kvalspel: CONCACAF mot AFC | Interkontinentalt kvalspel: CONCACAF mot AFC | Interkontinentalt kvalspel: CONCACAF mot AFC |
| -------------------------------------------- | -------------------------------------------- | -------------------------------------------- | -------------------------------------------- | -------------------------------------------- |
| CONCACAF                                     | Totalt                                       | AFC                                          | Möte 1                                       | Möte 2                                       |
| Honduras                                     | 1–3                                          | Australien                                   | 0–0                                          | 1–3                                          |

|             | 10 november 2017 | Honduras | 0 – 0   | Australien | Estadio olimpico                                               |                                                                |
| 16:00 UTC−6 | 16:00 UTC−6      |          | (0 – 0) |            | San Pedro Sula Publik: 38 000 Domare: Daniele Orsato (Italien) | San Pedro Sula Publik: 38 000 Domare: Daniele Orsato (Italien) |
| 16:00 UTC−6 | 16:00 UTC−6      |          |         |            | San Pedro Sula Publik: 38 000 Domare: Daniele Orsato (Italien) | San Pedro Sula Publik: 38 000 Domare: Daniele Orsato (Italien) |
| 16:00 UTC−6 | 16:00 UTC−6      |          |         |            | San Pedro Sula Publik: 38 000 Domare: Daniele Orsato (Italien) | San Pedro Sula Publik: 38 000 Domare: Daniele Orsato (Italien) |

|              | 15 november 2017 | Australien                               | 3 – 1   | Honduras           | ANZ Stadium                                             |                                                         |
| 20:00 UTC+11 | 20:00 UTC+11     | Mile Jedinak 54′, 72′ (str.), 85′ (str.) | (0 – 0) | 90+3′ Alberth Elis | Sydney Publik: 77 060 Domare: Néstor Pitana (Argentina) | Sydney Publik: 77 060 Domare: Néstor Pitana (Argentina) |
| 20:00 UTC+11 | 20:00 UTC+11     |                                          |         |                    | Sydney Publik: 77 060 Domare: Néstor Pitana (Argentina) | Sydney Publik: 77 060 Domare: Néstor Pitana (Argentina) |
| 20:00 UTC+11 | 20:00 UTC+11     |                                          |         |                    | Sydney Publik: 77 060 Domare: Néstor Pitana (Argentina) | Sydney Publik: 77 060 Domare: Néstor Pitana (Argentina) |

### OFC mot CONMEBOL
| Interkontinentalt kvalspel: OFC mot CONMEBOL | Interkontinentalt kvalspel: OFC mot CONMEBOL | Interkontinentalt kvalspel: OFC mot CONMEBOL | Interkontinentalt kvalspel: OFC mot CONMEBOL | Interkontinentalt kvalspel: OFC mot CONMEBOL |
| -------------------------------------------- | -------------------------------------------- | -------------------------------------------- | -------------------------------------------- | -------------------------------------------- |
| OFC                                          | Totalt                                       | CONMEBOL                                     | Möte 1                                       | Möte 2                                       |
| Nya Zeeland                                  | 0–2                                          | Peru                                         | 0–0                                          | 0–2                                          |

|              | 11 november 2017 | Nya Zeeland | 0 – 0   | Peru | Westpac Stadium                                    |                                                    |
| 16:15 UTC+13 | 16:15 UTC+13     |             | (0 – 0) |      | Wellington Publik: 7 034 Domare: Mark Geiger (USA) | Wellington Publik: 7 034 Domare: Mark Geiger (USA) |
| 16:15 UTC+13 | 16:15 UTC+13     |             |         |      | Wellington Publik: 7 034 Domare: Mark Geiger (USA) | Wellington Publik: 7 034 Domare: Mark Geiger (USA) |
| 16:15 UTC+13 | 16:15 UTC+13     |             |         |      | Wellington Publik: 7 034 Domare: Mark Geiger (USA) | Wellington Publik: 7 034 Domare: Mark Geiger (USA) |

|             | 15 november 2017 | Peru                                     | 2 – 0   | Nya Zeeland | Estadio nacional                                       |                                                        |
| 21:15 UTC−5 | 21:15 UTC−5      | Jefferson Farfán 27′ Christian Ramos 65′ | (1 – 0) |             | Lima Publik: 39 125 Domare: Clément Turpin (Frankrike) | Lima Publik: 39 125 Domare: Clément Turpin (Frankrike) |
| 21:15 UTC−5 | 21:15 UTC−5      |                                          |         |             | Lima Publik: 39 125 Domare: Clément Turpin (Frankrike) | Lima Publik: 39 125 Domare: Clément Turpin (Frankrike) |
| 21:15 UTC−5 | 21:15 UTC−5      |                                          |         |             | Lima Publik: 39 125 Domare: Clément Turpin (Frankrike) | Lima Publik: 39 125 Domare: Clément Turpin (Frankrike) |